# Beaurières
Beaurières est une commune française située dans le département de la Drôme, en région Auvergne-Rhône-Alpes.
Ses habitants sont dénommés les Beauriérois.

## Géographie

### Localisation
La commune de Beaurières est située au sud-est de Die. Elle est limitrophe du département des Hautes-Alpes.

### Relief et géologie
La commune est située au fond d'une vallée. Le relief est accidenté et les plaines sont rares.
Sites particuliers :

### Hydrographie
Deux cours d’eau se rejoignent en aval du village :
- le Maravel, ruisseau long de 11 km, prenant sa source au village de Fourcinet (commune de Val-Maravel) et se jetant dans la Drôme[1] ;
- le ruisseau de Chauranne, dit aussi « ruisseau du col », affluent du Maravel, long de 4,2 km, trouve sa source dans les contreforts du col de Cabre[2] ;
- le ruisseau du Tuile se jette dans le ruisseau de Chauranne non loin de la RD 93[3].

### Climat
Pour des articles plus généraux, voir Climat d'Auvergne-Rhône-Alpes et Climat de la Drôme.
En 2010, le climat de la commune est de type climat méditerranéen altéré, selon une étude du CNRS s'appuyant sur une série de données couvrant la période 1971-2000. En 2020, Météo-France publie une typologie des climats de la France métropolitaine dans laquelle la commune est exposée à un climat de montagne ou de marges de montagne et est dans la région climatique  Alpes du sud, caractérisée par une pluviométrie annuelle de 850 à 1 000 mm, minimale en été. 
Pour la période 1971-2000, la température annuelle moyenne est de 9,7 °C, avec une amplitude thermique annuelle de 16,8 °C. Le cumul annuel moyen de précipitations est de 997 mm, avec 8,2 jours de précipitations en janvier et 5,7 jours en juillet. Pour la période 1991-2020, la température moyenne annuelle observée sur la station météorologique de Météo-France la plus proche, sur la commune de Valdrôme à 7 km à vol d'oiseau, est de 10,1 °C et le cumul annuel moyen de précipitations est de 1 065,5 mm,. Pour l'avenir, les paramètres climatiques de la commune estimés pour 2050 selon différents scénarios d'émission de gaz à effet de serre sont consultables sur un site dédié publié par Météo-France en novembre 2022.

## Urbanisme

### Typologie
Au 1er janvier 2024, Beaurières est catégorisée commune rurale à habitat dispersé, selon la nouvelle grille communale de densité à 7 niveaux définie par l'Insee en 2022.
Elle est située hors unité urbaine et hors attraction des villes,.

### Occupation des sols
L'occupation des sols de la commune, telle qu'elle ressort de la base de données européenne d’occupation biophysique des sols Corine Land Cover (CLC), est marquée par l'importance des forêts et milieux semi-naturels (91,6 % en 2018), une proportion sensiblement équivalente à celle de 1990 (91,9 %). La répartition détaillée en 2018 est la suivante : forêts (78,2 %), milieux à végétation arbustive et/ou herbacée (9,7 %), zones agricoles hétérogènes (5,2 %), espaces ouverts, sans ou avec peu de végétation (3,7 %), prairies (3,2 %). L'évolution de l’occupation des sols de la commune et de ses infrastructures peut être observée sur les différentes représentations cartographiques du territoire : la carte de Cassini (XVIIIe siècle), la carte d'état-major (1820-1866) et les cartes ou photos aériennes de l'IGN pour la période actuelle (1950 à aujourd'hui).

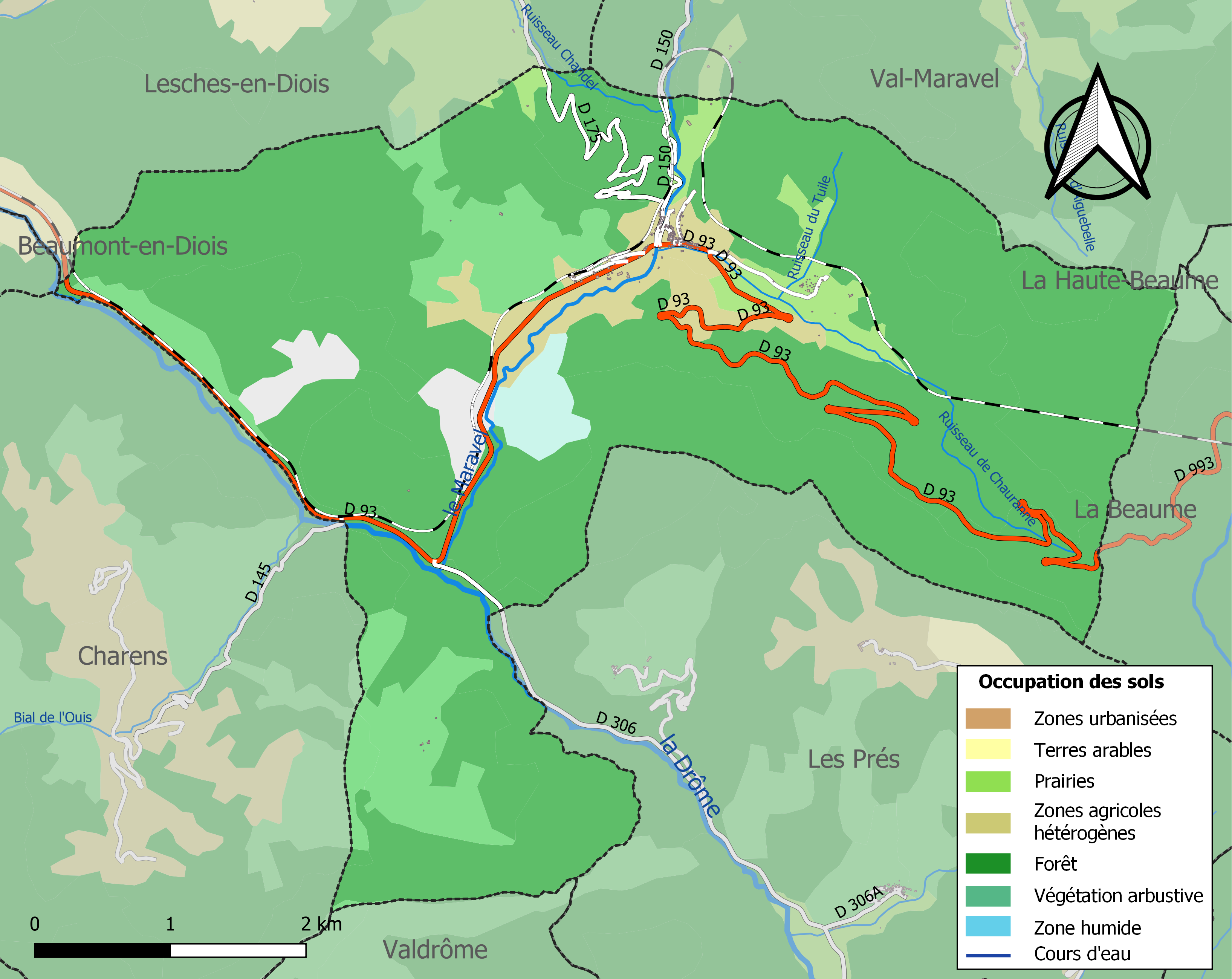
Carte des infrastructures et de l'occupation des sols de la commune en 2018 (CLC).

### Morphologie urbaine

#### Quartiers, hameaux et lieux-dits
Site Géoportail (carte IGN) :
Anciens quartiers, hameaux et lieux-dits :
- En 1891, le rocher l'Aiglier est attesté[16].

### Voies de communication et transports
Le territoire communal est traversé par la route du col de Cabre qui relie Valence et Die aux Hautes-Alpes et au Briançonnais vers l'Italie, correspondant à la route départementale 93.
Au sud-ouest, la RD 306 relie la route Valence – Gap aux sources de la Drôme, vers Les Prés et Valdrôme. La RD 150 relie le centre du village à Val-Maravel et la RD 175 à Lesches-en-Diois.
La ligne ferroviaire de Livron à Aspres-sur-Buëch traverse la commune. À l'est, un tunnel, creusé entre 1886 et 1891 et long de 3 764 m, permet de passer de la Drôme aux Hautes-Alpes.

## Toponymie

### Attestations
Dictionnaire topographique du département de la Drôme :
- 1280 : Beurerias (inventaire Morin-Ponce, I, 412) (étudié par Ernest Nègre[20]) ;
- XIVe siècle : Beureria (pouillé de Die) ;
- 1449 : mention de l'église : capella de Beureriis (pouillé hist.) ;
- 1509 : mention de l'église Saint-Pierre : ecclesia Beati Petri de Beureriis (visites épiscopales) ;
- 1516 : Beureriis (rôle de décimes) ;
- XIVe siècle : mention de l'église : cura de Beurreriis (pouillé) ;
- 1544 : Beurières (archives de la Drôme, E 2228) ;
- 1576 : Beaurières (rôle de décimes) ;
- 1891 : Beaurières, commune du canton de Luc-en-Diois.

### Étymologie
Ce toponyme dériverait de l'ancien occitan bevre lui-même dérivé du gaulois bebros signifiant « castor », le lieu étant propice pour les colonies de castors[réf. nécessaire].

## Histoire

### Préhistoire et protohistoire
Trouvailles de l'Âge du Bronze.

### Du Moyen Âge à la Révolution
La seigneurie :
- Au point de vue féodal, Beaurières était une terre (ou seigneurie) du fief des comtes du Diois puis des évêques de Die.
- Elle faisait partie de la seigneurie de la vallée de Thorane (voir plus bas : Les Tours) appelée par la suite baronnie de Beaurières.
- Milieu XIIe siècle : elle passe (par alliance) aux Agoult.
- 1603 : Beaurières est vendue aux Armand de Lus.
- Elle est léguée aux La Tour.
- 1675 : elle est vendue aux Ponnat, derniers seigneurs.

Dès le milieu du seizième siècle, la réforme s'installe à Beaurières, en même temps qu'à Lesches, Fourcinet, La Bâtie Crémesin et Valdrôme (où une église est fondée dès 1561). Ainsi à l'époque de l'Édit de Nantes, 100% de la population du village était protestante. Le village souffre du sursaut catholique conduisant à la révocation de l'Édit de Nantes et le culte protestant y est interdit  dès 1684. Sa  population  protestante diminue alors de moitié en 70 ans (100% de «nouveaux convertis» en 1689, 47% de protestants en 1760).
Avant 1790, Beaurières était une communauté de l'élection de Montélimar, subdélégation de Crest et du bailliage de Die.

Elle formait une paroisse du diocèse de Die. Son église, dédiée à saint Pierre, fut remplacée au XVIIe siècle par celle du prieuré dont le titulaire avait les trois cinquièmes des dîmes ; le surplus appartenait à l'évêque diocésain (voir plus bas : Le Prieuré-Notre-Dame).

#### Le Prieuré Notre-Dame
Dictionnaire topographique du département de la Drôme :
- XIVe siècle : Prioratus Beate Marie de Beureria (pouillé de Die).
- 1450 : Prioratus Sancte Marie de Beureriis (Rev. de l'évêché de Die).
- 1516 : Prioratus de Beureriis (rôle de décimes).
- 1576 : Le Prioré de Beaurières  (rôle de décimes).
- 1891 : Le Prieuré-Notre-Dame, ruines sur la commune de Beaurières.

Ancien prieuré de l'ordre de Saint-Benoît, sous le vocable de Notre-Dame-d'Auton. Son titulaire était collateur et décimateur dans la paroisse de Beaurières.

#### Les Tours
Dictionnaire topographique du département de la Drôme :
- 1140 : mandamentum de Torena (cartulaire de Durbon).
- 1214 : vallis de Torena (cartulaire de Die, 9).
- 1225 : vallis de Turena (inventaire Morin-Pons, 409).
- 1248 : vallis de Thorena (inventaire Morin-Pons, 13).
- 1429 : in valle Thorana (archives de la Drôme, E 4100).
- 1477 : Val-Torane (inventaire Morin-Pons, 429).
- 1615 : la vallée de Touraine (actes des syn. du Dauphiné).
- 1619 : la vallée de Torenne (actes des syn. du Dauphiné).
- 1626 : la vallée de Tourène (actes des syn. du Dauphiné, 605).
- XVIIIe siècle : la vallée de Taurenne (Pithon-Curt., tome IV, 122).
- 1891 : Les Tours, ruines sur la commune de Beaurières.

Ces ruines sont celles de l'ancien chef-lieu féodal du mandement de Touranne ('Toranne, la Val do Thoranne) qui ne comprenait au XIIe siècle que la paroisse de Beaurières, et dans lequel entrèrent ensuite celles de la Bâtie-Cramezin, Fourcinet et le Pilhon.
La seigneurie :
- Au point de vue féodal, le mandement était premièrement possédé par les Isoard d'Aix.
- Début XIIIe siècle : une moitié est soumise au fief des évêques de Die.
- 1225 : la terre passe aux Agoult.
- 1476 : elle est vendue aux Armuet.
- Recouvrée par les Agoult.
- À partir du XVIIe siècle, le nom de Val-de-Thoranne fait place à celui de baronnie de Beaurières.
- 1603 : elle passe aux Armand de Lus.
- Vendue aux La Tour.
- 1676 : vendue aux Ponnat.
- Les Ponnat acquièrent toutes les autres parties du mandement (aliénées à plusieurs co-seigneurs). Ils le conservent jusqu'à la Révolution.

### De la Révolution à nos jours
En 1790, la commune est comprise dans le canton de Valdrôme. La réorganisation de l'an VIII (1799-1800) la place dans celui de Luc-en-Diois.
Entre 1885 et 1894, la construction de la ligne de chemin de fer entre Die et Aspres-sur-Buëch  conduit à un afflux d'étrangers, principalement piémontais. S'installent alors le long du parcours plusieurs camps de chantiers notamment à Beaurières. Cet afflux d'étrangers ne se fait pas toujours sans heurts, entre ouvriers et population locale mais aussi entre ouvriers piemontais et ouvriers ardéchois. Les mauvaises conditions d'hygiène favorisent les épidémies. Ainsi la commune de Beaurières fait état de cent quatre décès pour la seule année de 1887. En juin de cette même année, une explosion dans le tunnel du col de Cabre fait plusieurs blessés dont une vingtaine graves et 7 morts.

## Politique et administration

### Liste des maires
| Période                                                                      | Période                       | Identité                              | Étiquette        | Qualité          |
| ---------------------------------------------------------------------------- | ----------------------------- | ------------------------------------- | ---------------- | ---------------- |
| Les données manquantes sont à compléter. : de la Révolution au Second Empire |                               |                                       |                  |                  |
| 1790                                                                         | 1871                          | ?                                     |                  |                  |
| Les données manquantes sont à compléter. : depuis la fin du Second Empire    |                               |                                       |                  |                  |
| 1871                                                                         | 1874                          | ?                                     |                  |                  |
| 1874                                                                         | 1878                          | ?                                     |                  |                  |
| 1878                                                                         | 1884                          | ?                                     |                  |                  |
| 1884                                                                         | 1888                          | ?                                     |                  |                  |
| 1888                                                                         | 1892                          | ?                                     |                  |                  |
| 1892                                                                         | 1896                          | ?                                     |                  |                  |
| 1896                                                                         | 1900                          | ?                                     |                  |                  |
| 1900                                                                         | 1904                          | ?                                     |                  |                  |
| 1904                                                                         | 1908                          | ?                                     |                  |                  |
| 1908                                                                         | 1912                          | Alfred Eydoux                         |                  |                  |
| 1912                                                                         | 1919                          | ?                                     |                  |                  |
| 1919                                                                         | 1925                          | ?                                     |                  |                  |
| 1925                                                                         | 1929                          | ?                                     |                  |                  |
| 1929                                                                         | 1935                          | ?                                     |                  |                  |
| 1935                                                                         | 1945                          | ?                                     |                  |                  |
| 1945                                                                         | 1947                          | ?                                     |                  |                  |
| 1947                                                                         | 1953                          | ?                                     |                  |                  |
| 1953                                                                         | 1959                          | Pierre Nal                            |                  |                  |
| 1959                                                                         | 1965                          | André Reynaud                         |                  |                  |
| 1965                                                                         | 1971                          | André Reynaud                         |                  |                  |
| 1971                                                                         | 1977                          | André Reynaud                         |                  |                  |
| 1977                                                                         | 1983                          | prénom? Lévy                          |                  |                  |
| 1983                                                                         | 1989                          | Lévy                                  |                  |                  |
| 1989                                                                         | 1995                          | Lévy puis Pascal Eydoux               |                  |                  |
| 1995                                                                         | 2001                          | Pascal Eydoux                         |                  |                  |
| 2001                                                                         | 2008                          | Pascal Eydoux                         |                  |                  |
| 2008                                                                         | 2009 (oct.) (décès)           | Hélène Veyrier                        |                  |                  |
| 2009 (oct.) (élection ?)                                                     | 2010                          | Pascal Eydoux                         |                  |                  |
| 2010 (mars) (élection ?)                                                     | 2014                          | Pascal Eydoux                         |                  |                  |
| 2014                                                                         | 2020                          | Bernard Russier                       | (sans étiquette) | expert-comptable |
| 2020                                                                         | En cours (au 22 janvier 2021) | Gabriella Molina[source insuffisante] |                  |                  |

## Population et société

### Démographie
L'évolution du nombre d'habitants est connue à travers les recensements de la population effectués dans la commune depuis 1793. Pour les communes de moins de 10 000 habitants, une enquête de recensement portant sur toute la population est réalisée tous les cinq ans, les populations de référence des années intermédiaires étant quant à elles estimées par interpolation ou extrapolation. Pour la commune, le premier recensement exhaustif entrant dans le cadre du nouveau dispositif a été réalisé en 2007.

En 2022, la commune comptait 78 habitants, en évolution de +6,85 % par rapport à 2016 (Drôme : +2,64 %, France hors Mayotte : +2,11 %).
| 1793 | 1800 | 1806 | 1821 | 1831 | 1836 | 1841 | 1846 | 1851 |
| ---- | ---- | ---- | ---- | ---- | ---- | ---- | ---- | ---- |
| 259  | 272  | 333  | 273  | 300  | 375  | 377  | 390  | 371  |

| 1856 | 1861 | 1866 | 1872 | 1876 | 1881 | 1886  | 1891 | 1896 |
| ---- | ---- | ---- | ---- | ---- | ---- | ----- | ---- | ---- |
| 360  | 396  | 390  | 374  | 405  | 426  | 1 498 | 768  | 425  |

| 1901 | 1906 | 1911 | 1921 | 1926 | 1931 | 1936 | 1946 | 1954 |
| ---- | ---- | ---- | ---- | ---- | ---- | ---- | ---- | ---- |
| 410  | 395  | 339  | 310  | 304  | 325  | 270  | 261  | 200  |

| 1962 | 1968 | 1975 | 1982 | 1990 | 1999 | 2006 | 2007 | 2012 |
| ---- | ---- | ---- | ---- | ---- | ---- | ---- | ---- | ---- |
| 143  | 160  | 101  | 114  | 97   | 65   | 83   | 85   | 86   |

| 2017 | 2022 | - | - | - | - | - | - | - |
| ---- | ---- | - | - | - | - | - | - | - |
| 67   | 78   | - | - | - | - | - | - | - |

Le pic observé en 1886 et, dans une moindre mesure en 1891, provient de la construction durant cette période de la ligne de chemin de fer de Die à Veynes.

### Enseignement
La commune est rattachée à l'académie de Grenoble.

### Manifestations culturelles et festivités
- Fête : le second dimanche de juin[21].
- Fête : le premier samedi après le 15 août.

### Loisirs
- Des dizaines de kilomètres de sentiers existent, pour la marche ou le VTT. Le trial, encore pratiqué il y a quelques années sur les nombreux sentiers et parties de GR, y est désormais interdit[réf. nécessaire].

Depuis le village, il est possible d'emprunter l'ancien chemin qui conduisait au village de Fourcinet, et qui traverse le site du prieuré où subsistent derrière les ruines d'une antique demeure, les vestiges de l'abside de l'église du monastère disparu[réf. nécessaire].
Plus haut, la route du relais vers la Fontaine de l'Ange traverse de grandes forêts de résineux, pour déboucher tout en haut sur les crêtes[réf. nécessaire].

### Médias
Le village a été raccordé au réseau ADSL. Il est également couvert par les réseaux de téléphones mobiles depuis 2009[réf. nécessaire].

### Cultes
L'église et la communauté catholique de Beaurières sont rattachées à la paroisse Saint-Marcel en Diois, laquele couvre 37 communes et dépend du Diocèse de Valence.
Beaurières sonne deux fois l'heure : une fois avec la cloche de l'église et une fois avec celle du temple[réf. nécessaire].

## Économie

### Agriculture
En 1992 : bois, pâturages (ovins).
- Foires : les 26 avril et 1er septembre[21].

Le dernier agriculteur traditionnel a cessé son activité au début des années 1990[réf. nécessaire].
La commune compte un élevage de moutons en « agriculture biologique » et un éleveur de chèvres en production fromagère[réf. nécessaire].

### Commerce
La commune a déployé beaucoup d'efforts pour maintenir l'activité du boulanger. Après plusieurs échecs, un nouveau boulanger s'est installé en 2007. Il offre outre le pain, des produits d'épicerie, et maintient ainsi une indispensable animation commerciale. Il assure également des livraisons à domicile dans le Haut-Diois et dans les communes voisines des Hautes-Alpes[réf. nécessaire].

### Artisanat
La commune possède un artisan maçon[réf. nécessaire].

### Industrie
La commune possède une entreprise de bâtiment et travaux publics[réf. nécessaire].

### Tourisme
- Village pittoresque sur le Maraval[21].
- Site au confluent du Maraval et de la Chauranne[21].
- Route pittoresque et vues du col de Cabre (1180 m)[21].
- La commune, dans les années 1990, créa un centre de vacances situé en bordure est de son territoire. À l'origine destiné principalement à l'accueil des handicapés, il s'adressa très vite à une clientèle plus large, tout en conservant sa vocation première. La SARL Chanteduc propose désormais l'accueil et l'hébergement dans 12 chalets de loisirs et un camping de 22 emplacements ombragés[réf. nécessaire].

## Culture locale et patrimoine

### Lieux et monuments

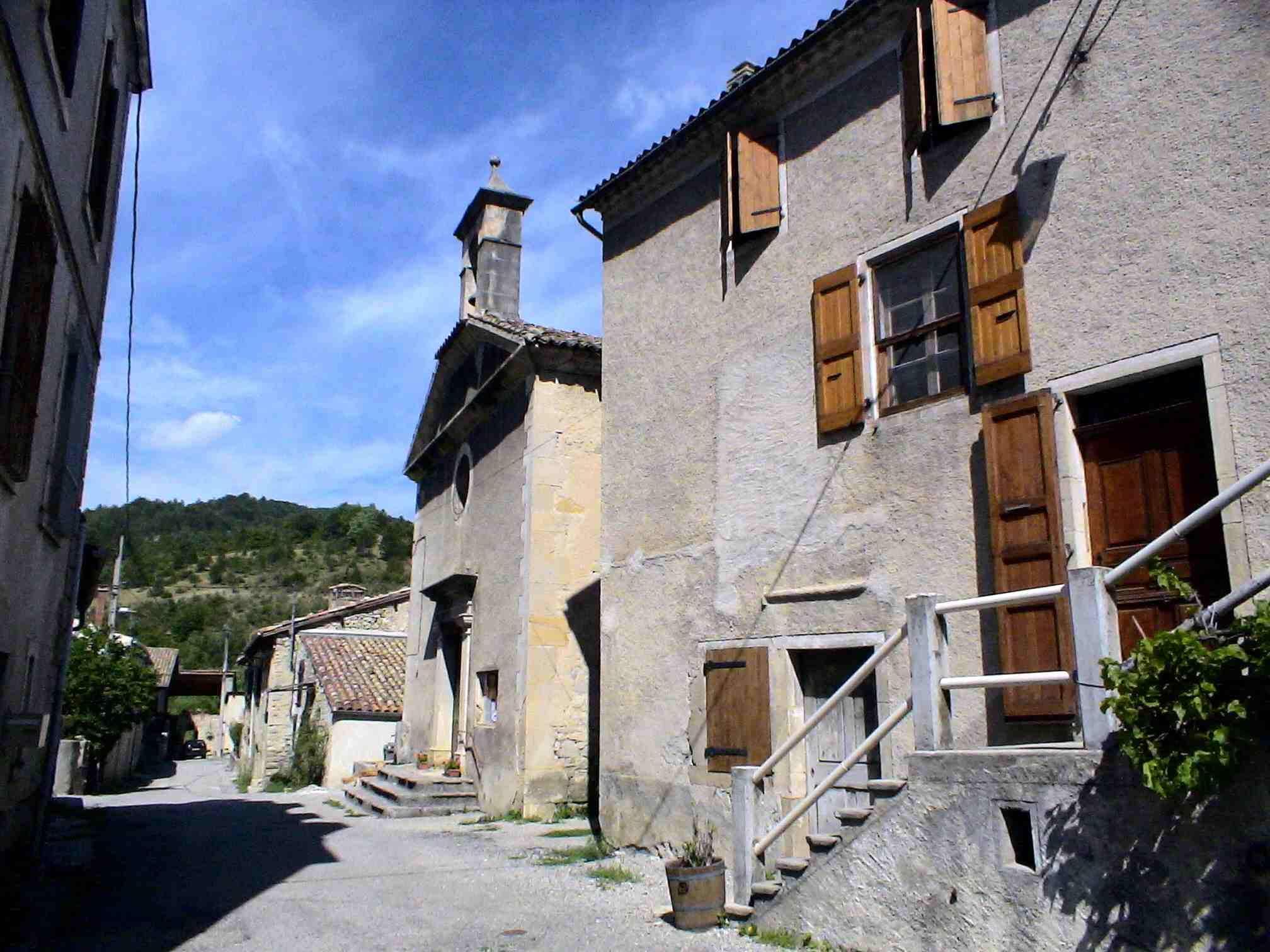
Le Temple

- Château, en partie détruit. Les trois tours restantes, coupées par la pente du toit reconstruit, donnent à la bâtisse un aspect solide. Au milieu du château existe un escalier en colimaçon avec des marches d'une grande portée[réf. nécessaire].
- Église catholique Sainte-Anne de Beaurières (origine gothique)[21]), en surplomb du village.
- Temple protestant (style classique)[21]), en son centre, construit par le pasteur Roman[réf. nécessaire].
- Relais des Hospitaliers au col de Cabre[21].
- Ruines du prieuré Notre-Dame d'Auton[21].

### Patrimoine naturel
- Le marais des Bouligons (espace naturel sensible géré par les services du Conseil Général de la Drôme) s'étend sur près de deux kilomètres le long de la rivière Drôme. Jadis l'éboulement d'énormes blocs rocheux au site du « claps » provoqua la formation de deux lacs que les habitants du lieu mirent plusieurs siècles à assécher, le marais en est le vestige et reste aujourd'hui une réserve naturelle[réf. nécessaire].
- Des sentiers balisés traversent une forêt de hêtres sur le côté sud de la commune[réf. nécessaire].
- Les marnes calcaires, et leur paysage lunaire, font aussi partie des curiosités locales[réf. nécessaire].

### Héraldique, logotype et devise
|  | Beaurières possède des armoiries dont l'origine et le blasonnement exact ne sont pas disponibles. |